# فوتورسانندگی
فوتورسانندگی یا فوتوکانداکتیویتی یک پدیدهٔ الکتریکی و نوری است که در آن یک ماده بر اثر جذب تابش الکترومغناطیسی، مانند نور مرئی، نور فرابنفش، نور فروسرخ یا پرتو گاما،  هدایت الکتریکی بیشتری از خود نمایش می‌دهد.
هنگامی که نور با ماده‌ای مانند نیمه‌رسانا جذب می‌شود، شمار الکترون‌های آزاد و حفره‌های الکترونی آن تغییر می‌کند و هدایت الکتریکی آن افزایش می‌یابد.
از فتورسانندگی به صورت گسترده برای تشخیص نور و اندازه‌گیری شدت آن در ابزارهای حساس به نور استفاده می‌شود. برخی از نیمه‌رساناهای کریستالی مانند سیلیکون، ژرمانیوم، سولفید سرب، سولفید کادمیم، و شبه‌فلز سلنیم مرتبط به شدت فوتورسانا هستند. به طور معمول فتورساناها هادی‌های الکتریکی ضعیفی هستند زیرا تنها تعداد کمی الکترون آزاد دارند. بیشتر الکترون‌های فوتورساناها در لایهٔ والانس آن قرار دارند اما اگر انرژی بیرونی به آن‌ها برسد می‌توانند به لایهٔ رسانش بیایند و به هدایت الکتریکی کمک کنند. فوتورسانش هنگامی رخ می‌دهد که ماده با فوتون‌های دارای انرژی کافی بمباران می‌شود و الکترون‌ها از لایهٔ ممنوعه عبور می‌کنند و به لایهٔ رسانش می‌رسند. در سولفید کادیم انرژی مورد نیاز برای این کار ۲٫۴۲ الکترون-ولت است که معادل فوتونی با طول موج ۵۱۲ نانومتر (نور سبز مرئی) خواهد بود. در سولفید سرب انرژی لازم برای عبور از لایهٔ ممنوعه ۰٫۴۱ الکترون-ولت است و بنابراین این ماده به نور فروسرخ حساس خواهد بود. با توجه به اینکه فوتورسانش پس از قطع‌شدن نور متوقف می‌شود، از این پدیده در کلیدهای حساس به نور استفاده می‌کنند. همچنین از مواد فوتورسانا در تشخیص تابش فروسرخ و برای هدایت موشک‌هایی که اهدافشان گرما تولید می‌کنند استفاده می‌شود. فوتورسانندگی کاربرد گسترده‌ای در فتوکپی‌ها و زیروگرافی دارد که در ابتدا در آن‌ها از سلنیم استفاده می‌شد ولی امروزه این عنصر جای خود را به بسپارهای فوتورسانا داده‌است.